# Reims
Reims (pronuncia: /ʁɛ̃s/; in passato in italiano Rensa) è un comune francese di 180 318 abitanti situato nel dipartimento della Marna nella regione Grand Est.
Reims è soprannominata cité des sacres ("città delle incoronazioni") o cité des rois ("città dei re"), essendo stata la sede in cui il re dei Franchi Clodoveo fu battezzato dall'arcivescovo san Remigio nel 496 e in cui vennero celebrate nella cattedrale cittadina le incoronazioni di quasi tutti i re di Francia dal 987, quando il conte di Parigi Ugo Capeto fu incoronato re di Francia iniziando la dinastia dei Capetingi, fino al 1825, quando venne incoronato Carlo X.
I suoi abitanti sono detti rémois in francese e remensi in italiano.

## Geografia fisica

### Clima
| Reims               | Mesi | Mesi | Mesi | Mesi | Mesi | Mesi | Mesi | Mesi | Mesi | Mesi | Mesi | Mesi | Stagioni | Stagioni | Stagioni | Stagioni | Anno |
| Reims               | Gen  | Feb  | Mar  | Apr  | Mag  | Giu  | Lug  | Ago  | Set  | Ott  | Nov  | Dic  | Inv      | Pri      | Est      | Aut      | Anno |
| ------------------- | ---- | ---- | ---- | ---- | ---- | ---- | ---- | ---- | ---- | ---- | ---- | ---- | -------- | -------- | -------- | -------- | ---- |
| T. max. media (°C)  | 5    | 6,6  | 11,6 | 15,0 | 19,0 | 22,1 | 24,0 | 23,7 | 20,7 | 15,0 | 9,3  | 5,9  | 5,8      | 15,2     | 23,3     | 15,0     | 14,8 |
| T. min. media (°C)  | −0,9 | −0,3 | 1,5  | 4,4  | 7,5  | 10,6 | 12,6 | 12,4 | 10,1 | 6,1  | 3,0  | 0,4  | −0,3     | 4,5      | 11,9     | 6,4      | 5,6  |
| Precipitazioni (mm) | 51   | 46   | 37   | 42   | 55   | 54   | 57   | 65   | 57   | 49   | 54   | 53   | 150      | 134      | 176      | 160      | 620  |

## Storia
Il nome di Reims, è di origine celtica, dal ceppo belga gallico dei Remi. I Romani la chiamavano Durocortorum; era raggiunta da ben otto strade commerciali e Cesare nel 57 a.C. la rese capitale della Gallia conquistata.
In epoca romana era la seconda città più popolosa della Gallia, si stima che raggiunse una popolazione di 30 000-50 000 abitanti, una delle più popolose la regione del nord-europa controllato dai romani.
Minacciata nel III secolo dagli Alemanni, una federazione di tribù germaniche originarie del sud-ovest della Germania, nel 406 fu saccheggiata dai Vandali, e nel 451 dagli Unni.
Fu sede vescovile, e gli arcivescovi di Reims esercitarono funzioni importanti nella storia di Francia. Inoltre gli arcivescovi come Pari di Francia e duchi di Reims governarono per secoli la città e il territorio limitrofo. Nella cattedrale costruita sul luogo dove il re dei Franchi Clodoveo fu battezzato dall'arcivescovo san Remigio vennero celebrate le incoronazioni di quasi tutti i re di Francia dal 987 (non, per esempio, quelle di Ugo Capeto, Luigi VII, Enrico IV, Napoleone), quando il conte di Parigi Ugo Capeto fu incoronato re di Francia iniziando la dinastia dei Capetingi, fino all'incoronazione nel 1825 di Carlo X. La santa guerriera Giovanna d'Arco, dopo la vittoria di Orléans e la liberazione del re che era stato "esiliato" a Bourges, il 17 luglio 1429 accompagnò Carlo VII a Reims per la cerimonia d'incoronazione, ma fu sorpresa e catturata dai Borgognoni, giudicata per eresia e condannata al rogo.
Nella prima guerra mondiale Reims fu bombardata ininterrottamente dalle artiglierie tedesche per quattro anni ed ebbe l'80% degli edifici distrutti o danneggiati, compresa la cattedrale, che fu ricostruita immediatamente. Anche la seconda guerra mondiale arrecò a Reims gravi danni. Il 7 maggio 1945 vi fu firmata la resa della Germania agli Alleati, ripetuta il giorno dopo a Berlino in presenza dei russi (data ufficiale).

## Monumenti e luoghi d'interesse

### Architetture religiose
;
;

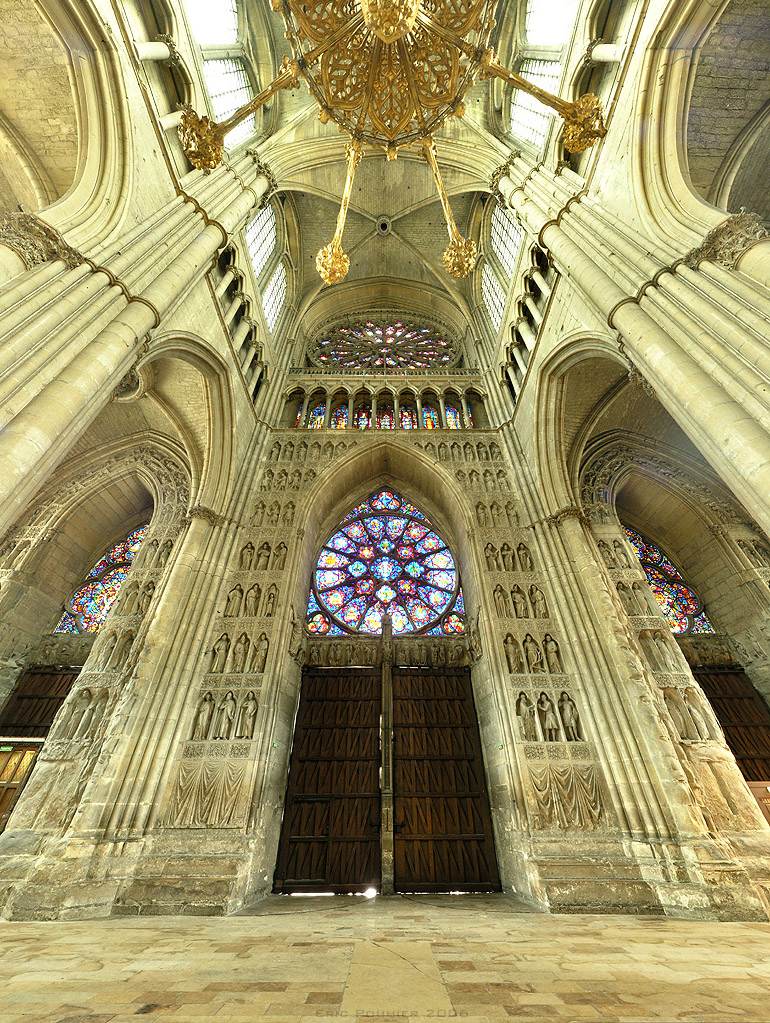
La Cattedrale di Reims, interno. XIII secolo

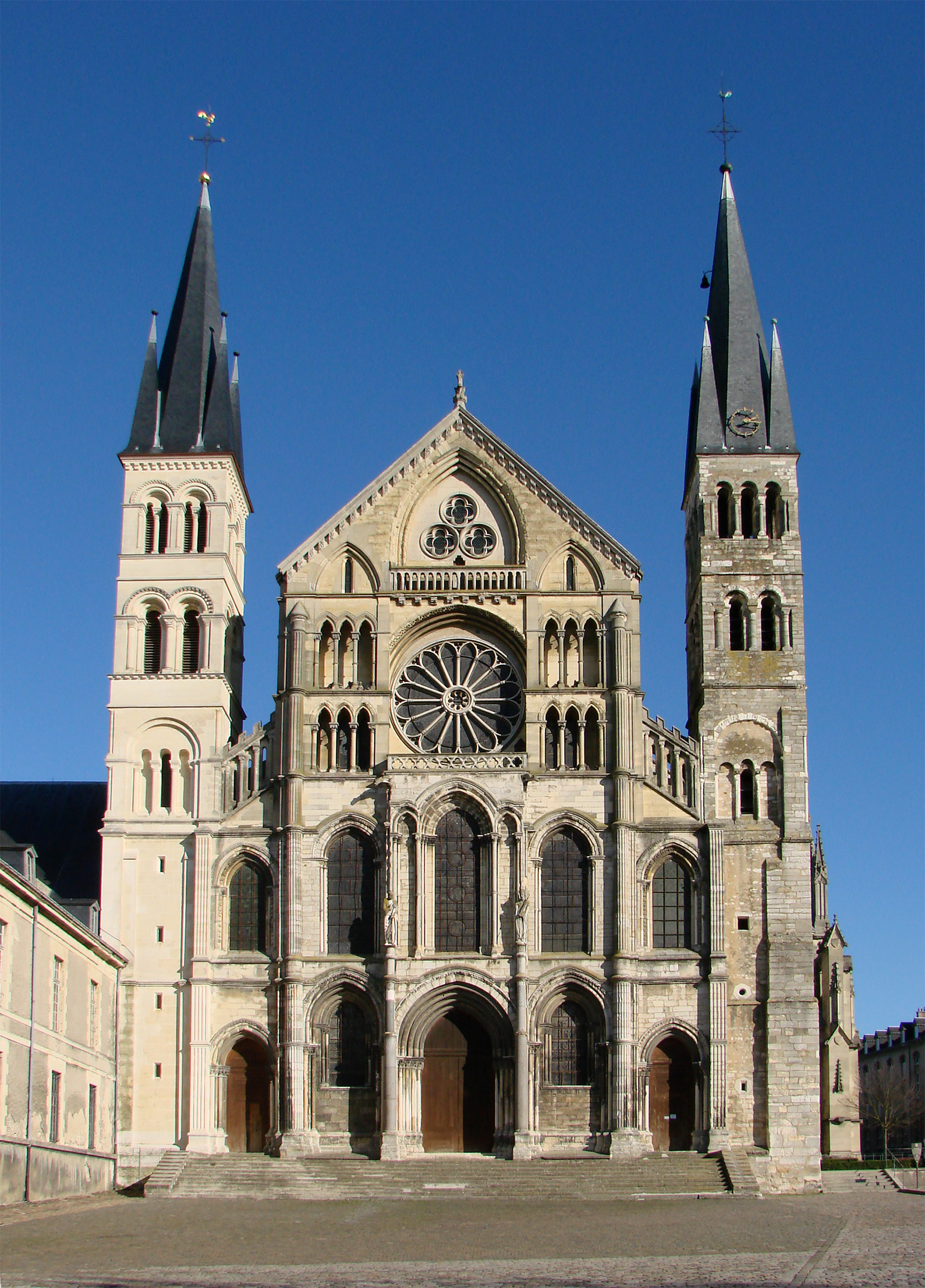
Facciata della Basilica abbaziale di San Remigio

- La Cattedrale di Reims del XIII secolo, dedicata a Notre Dame, una delle più spettacolari espressioni dell'architettura gotica, con la stupenda facciata e le mille decorazioni scultoree. Ha un grande rosone del diametro di 12 metri e tre ricchi portali. Due torri tronche che raggiungono gli 82 metri completano l'armonia compositiva dell'opera;
- Abbazia di Saint-Remi, con l'antica sala capitolare e collezioni gallo-romane;
- Basilica di San Remigio, chiesa dell'antica abbazia di forme romanico gotiche (secolo XI-XII);
- Antico Collegio dei Gesuiti (XVII secolo, planetario);
- Cappella Foujita costruita nel 1966 dall'architetto giapponese Léonard Tsuguharu Foujita;[8]
- Palazzo del Tau, antico Arcivescovado del XVII secolo, che ospita il museo e il tesoro della cattedrale.

### Architetture civili
- Fondo Regionale d'Arte Contemporanea Champagne-Ardenne (FRAC)
- Criptoportici
- Archivi municipali
- Caves de champagne: stabilimenti di produzione dello champagne dei più conosciuti e rinomati marchi.
- Porta di Marte

## Società

### Evoluzione demografica
Abitanti censiti

## Cultura

### Istruzione

#### Scuole
- NEOMA Business School

#### Musei
- Museo di belle arti, ricco di opere pittoriche di epoca medioevale e moderna e contemporanea
- Museo del Fort de la Pompelle (guerra 14-18)
- Museo della Reddition (1945)
- Museo Palazzo le Vergeur (museo dell'antica Reims)
- Museo dell'automobile di Reims Champagne

### Media
Nel 1977, nascita di Radio Primitive a Reims (è installata nel distretto di Orgeval di Reims e prima era chiamata Radio Manivesle), emittente radio pirata, sotto l'impulso di un gruppo di affinità, collegato all'associazione L'Egregore (membro dell'OCL Organizzazione Comunista Libertaria) .

## Geografia antropica

### Suddivisioni amministrative
Fino alla riforma del 2014, il territorio comunale della città di Reims era suddiviso in 10 cantoni:
- Cantone di Reims-1: comprendeva parte della città di Reims e i comuni di Ormes, Thillois e Tinqueux
- Cantone di Reims-2: comprendeva parte della città di Reims
- Cantone di Reims-3: comprendeva parte della città di Reims
- Cantone di Reims-4: comprendeva parte della città di Reims e il comune di Bétheny
- Cantone di Reims-5: comprendeva parte della città di Reims e il comune di Bezannes
- Cantone di Reims-6: comprendeva parte della città di Reims
- Cantone di Reims-7: comprendeva parte della città di Reims e i comuni di Cormontreuil, Saint-Léonard, Taissy e Trois-Puits
- Cantone di Reims-8: comprendeva parte della città di Reims e i comuni di Champigny e Saint-Brice-Courcelles
- Cantone di Reims-9: comprendeva parte della città di Reims
- Cantone di Reims-10: comprendeva parte della città di Reims

A seguito della riforma approvata con decreto del 21 febbraio 2014, che ha avuto attuazione dopo le elezioni dipartimentali del 2015, il territorio comunale della città di Reims è suddiviso in 9 cantoni:
- Cantone di Reims-1: comprende parte della città di Reims
- Cantone di Reims-2: comprende parte della città di Reims
- Cantone di Reims-3: comprende parte della città di Reims
- Cantone di Reims-4: comprende parte della città di Reims e i comuni di Bezannes, Champfleury, Champigny, Tinqueux e Villers-aux-Nœuds
- Cantone di Reims-5: comprende parte della città di Reims e i comuni di Bétheny e Saint-Brice-Courcelles
- Cantone di Reims-6: comprende parte della città di Reims
- Cantone di Reims-7: comprende parte della città di Reims
- Cantone di Reims-8: comprende parte della città di Reims e i comuni di Cernay-lès-Reims, Cormontreuil, Prunay, Puisieulx, Saint-Léonard, Sillery, Taissy e Trois-Puits
- Cantone di Reims-9: comprende parte della città di Reims

## Economia
Reims è famosa soprattutto per la produzione del vino champagne che viene esportato in tutto il mondo. Lo champagne prende il nome dalla regione (Champagne sèche) con terreni argillosi e ondulati, poveri e usati per il pascolo delle pecore; già ai tempi dei romani prosperava la coltivazione della vite sui pendii soleggiati. San Remigio cita infatti i vigneti nel suo testamento redatto nel 533. La fama del vino della Sciampagna si diffuse per merito degli scambi commerciali, ma solo alla fine del XVII secolo il monaco dell'abbazia di Hautvilliers, Dom Pérignon riuscì a ottenere una fermentazione naturale durante la quale il vino spumeggia mantenendo la limpidezza e, grazie alla cuvée, cioè all'uso di uve di diversi vitigni, ottenne un ricco bouquet.
Risolto il problema dei contenitori con bottiglie robuste resistenti alla pressione del vino e alla loro chiusura con tappi di sughero legati da gabbiette metalliche, dalle cantine di Reims e di Épernay cominciarono ad uscire sempre più bottiglie, che anche le campagne napoleoniche contribuirono a far conoscere in Europa. Le cantine, generalmente scavate nel gesso e molto vaste, a Reims e Épernay sono visitabili. I vini spumanti di altre regioni non possono usare il nome di champagne riservato allo spumante prodotto in una striscia collinosa della Sciampagna lunga circa 150 km e larga da 300 a 2000 metri; solo quelli prodotti col classico metodo dello champagne possono portare la dicitura méthode champenoise, mentre gli altri portano la definizione generica vin mousseux o anche "metodo Charmat".
Il "metodo champenoise" di produzione dello champagne comincia con la scelta delle uve e poi dei mosti migliori, dopo una prima fermentazione viene aggiunta una miscela di zucchero e lieviti e il vino è imbottigliato e chiuso ermeticamente cosicché all'interno della bottiglia avviene una seconda fermentazione, durante la quale i sedimenti, che si formano al tappo grazie alla posizione inclinata delle bottiglie e ad uno scuotimento, sono eliminati insieme al tappo con l'operazione detta dégorgement.La minima quantità che va persa durante questa operazione viene rimpiazzata con una soluzione di zucchero in champagne e la bottiglia è di nuovo ermeticamente chiusa. La maggiore o minore concentrazione di zucchero usata determina le diverse classificazioni di doux (amabile), demi-sec (semi-secco), sec (secco) e brut (grezzo). Tra le marche più note di produttori della zona, spicca Pommery.
Se la produzione dello champagne contraddistingue Reims, non è questa l'unica risorsa, essendoci nella sua zona anche altre industrie fra le quali è importante l'industria tessile. Circa 70 km a sud della città sorge l'aeroporto di Parigi-Vatry, utilizzato soprattutto come aeroporto cargo.

## Amministrazione

### Gemellaggi
- Firenze, dal 1954
- Canterbury, dal 1962
- Salisburgo, dal 1964
- Aquisgrana, dal 1967
- Arlington
- Meknès, dal 2011

## Sport

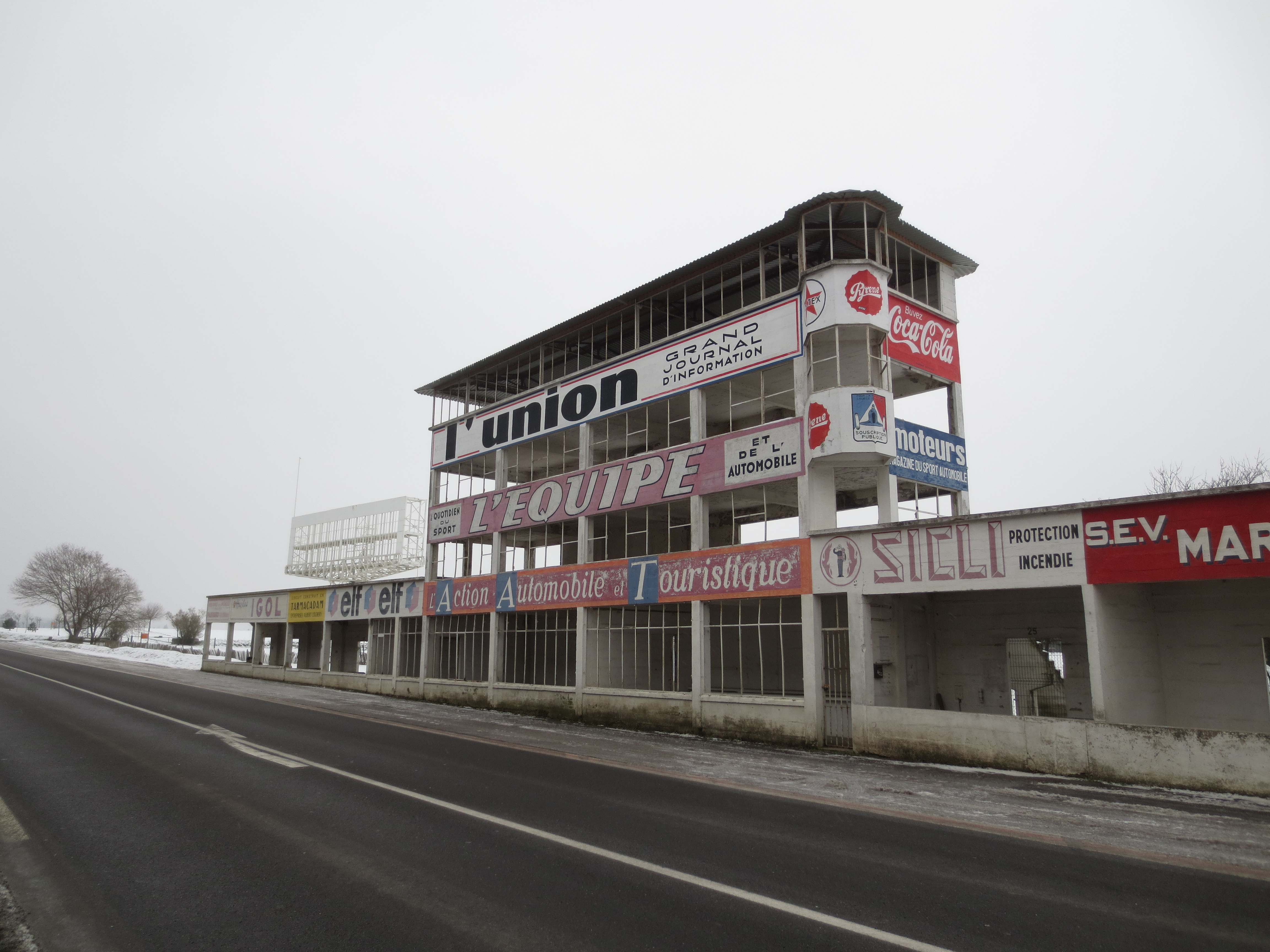
Resti del circuito di Reims-Gueux

Al confine con Gueux si snodava il circuito di Reims, tracciato per gare automobilistiche e motociclistiche attivo dal 1926 al 1972.
In ambito calcistico, la squadra di maggior successo della città è lo Stade de Reims, squadra vincitrice di sei campionati francesi, due coppe nazionali, quattro supercoppe francesi e una coppa di lega francese, oltre ad essere stata la finalista di Coppa dei Campioni nelle stagioni 1955-56 e 1558-59, entrambe perse contro il Real Madrid.